# 任嘉倫
任嘉倫（1989年4月11日—），中國男演員、歌手及舞者，本名任國超，出生於山東省青島市。
2017年，因出演《大唐榮耀》中廣平王李俶嶄露頭角而受到關注，並憑藉此劇獲得第四屆橫店影視文榮獎「最佳男主角」。同年事業上升期，選擇對外公開已結婚的事實，是中國內地娛樂圈「英年早婚」的代表之一。2019年，在主演的《锦衣之下》中因陸繹一角被觀眾熟知，人氣再次高漲成功翻紅。2021年，憑藉《周生如故》和《一生一世》等多部影視作品迅速開啟知名度，並於同年發佈首張個人音樂專輯《三十二·立》，走上演戲、歌唱的多棲發展道路。

## 演藝生涯

### 早年經歷
任嘉倫小時候的天赋體現在乒乓球上，6歲開始接觸，9歲因成绩优异選入山東省隊。曾是國家二級乒乓球運動員，後來因為腰傷頻繁，身體狀況達不到專業運動員的標準，故而在16歲退役，並與乒乓球國手周雨、陳夢和樊振東為好友。
高中畢業後，2007年開始在青島流亭國際機場從事地勤一職，並因勤奋努力、认真肯練，机场與其母校发出“学习任国超工作精神”的倡导。而熱愛音樂和舞蹈的他，利用工作之余学习唱歌跳舞，為了追逐與實踐夢想，2008年開始參加各種選秀比賽鍛鍊自己，後來得到父母的支持，2010年正式從機場離職，開啟了另一段人生之路。

### 參與選秀
2008年，參加《百事新星大賽》，進入青島賽區18強。2009年，參加《雪碧·飛揚新聲名師高徒》選秀比賽，最終進入青岛赛区3強，並闖入決賽。2010年，參加《先聲奪金·唱響亞運》歌手挑戰賽，取得全国8强成績，並獲得“優秀亞運歌手”稱號；同年5月，通過湖南衛視節目《快樂男聲》的海選，進入全國300強，但於6月在突圍賽中被淘汰，之後入圍“快樂天團”候選人。2011年，通過《中韓造星計劃選拔賽》遠赴韓國當練習生，之後加入中韓組合並擔任隊長、領舞和 Rapper 數職，後因出道受阻且戲約在手，他放棄了在韓國出道的機會。

### 初涉影视
2014年，结束海外学习後回中国发展，將重心放到演戲上，非科班出身的任嘉倫跨行轉型演員，開始了演藝生涯。同年，被選為古裝斷案劇《通天狄仁傑》的男主角，劇中飾演一代神判狄仁杰，這是任嘉倫拍攝的第一部電視劇。該劇拍攝完後他經歷了一段艱難歲月，劇無法播出且有長達一年半的時間沒有工作安排，當時的經紀公司不允許他外出接受其他工作，只能輾轉跑龍套，爾後經歷了經紀公司倒閉。

### 崭露头角
2016年，在電視劇《通天狄仁傑》的片花中，任嘉倫憑藉出色的微表情演繹吸引了《大唐榮耀》製片人的注意，進而把他作為男二李倓的候選人推薦給導演劉國楠，後來接到試戲通知，導演認為任嘉倫的人生閱歷以及成熟穩重的性格，與劇中男主的特質極為相似，繼而魄力採用當時還是新人的他擔當男主重任，獲得這個演出機會的任嘉倫，也憑藉該劇走入大眾視野。
2017年1月29日，主演的史詩權謀劇《大唐榮耀》開播，劇中飾演廣平王李俶。該劇播出後，成為當年度國劇黑馬，他「鮮衣怒馬少年郎」的影視形象帶給觀眾深刻印象，藉此開始走紅，並憑藉此劇獲得第四屆橫店影視文榮獎“最佳男主角” 。

### 演技獲得肯定
2018年7月9日，主演的仙俠神話劇《天乩之白蛇傳說》開播，劇中分飾上仙紫宣及藥師宮宮上許宣兩角，此次的人物突破，任嘉倫在兩個截然不同的角色中切換自如，演技獲得普遍讚譽。該劇開播22小時播放量即破億，是愛奇藝第一部日播破億的網路劇。7月22日，為圓街舞夢，參加東方衛視競技舞蹈綜藝《新舞林大會》。節目中，任嘉倫在每次的競演舞臺屢獲好評，表現獲得注目，最終在總決賽中取得第三名「最燃組合獎」。
2019年12月28日，主演的的古裝探案劇《錦衣之下》開播，劇中飾演錦衣衛陸繹。該劇播出後，其眼神戲多次以「任嘉倫眼技」、「任嘉倫眼神開車」登上微博熱搜，並引發了極高的網絡熱議度和媒體關注度，他在劇中不俗的表現大受好評，並受原著作者的喜愛與認可。該劇是他重要的電視劇代表作之一，憑藉此劇贏得觀眾的肯定再度翻紅，並在第30屆金鷹獎中被提名「觀眾最喜愛男演員」。
2021年8月18日，主演的古裝傳奇劇《周生如故》開播，剧中饰演小南辰王周生辰。其貼合的人物塑造被稱讚為「書裡走出來的周生辰」，再創經典角色。該劇播出後取得了良好的口碑反響和長尾熱度，憑藉周生辰一角任嘉倫贏得眾多觀眾的喜愛，其演技也備受肯定，於第32屆華鼎獎中獲得“全國觀眾最喜愛十佳演員” ，與唐國強、王勁松、丁勇岱、張桐等老戲骨同台領獎，為其演藝事業達到新一個高峰。9月6日，在主演的都市情感劇《一生一世》中飾演海歸化學教授周生辰，任嘉倫於劇中角色形象的揣摩被《中國電視報》表揚稱讚，並憑藉此劇獲得第18屆中美電視節—金天使獎「年度優秀青年演員」。
2022年3月17日，主演的仙俠奇幻劇《馭鮫記之與君初相識》開播，劇中飾演鮫人長意。該劇播出後，任嘉倫將角色前期小白花和後期霸道深情的人物反差演繹的深入人心，其表現獲得普遍讚譽，而該劇也成為優酷自2018年以來用戶規模及會員轉化率最高的劇集。

### 官媒曝光
2021年2月11日，首次登上央視春晚 ，並出演小品《每逢佳節被催婚》。10月1日，受邀參加央視國慶晚會，以內地青年演員代表獻唱中國建黨百年版歌曲《少年》。
2022年1月31日，二度登上央視春晚，演唱歌曲《真愛起舞》，並在春晚倒計時特別節目《龍騰虎躍好運到》中，獻唱個人專輯作品《夕陽》和 RAP 版《瀏陽河》。
2023年10月16日，受人民日報邀約，在「一帶一路」十週年宣傳片《絲路奇旅》中特別出演絲綢之路開拓者張騫。

### 離開經紀公司
2024年6月23日，官宣與歡瑞世紀的經紀合約到期不續。

## 評價
- 「初次聽說任嘉倫這個名字，是因為《大唐榮耀》這部電視劇，他精湛的演技讓人折服。據瞭解，為了拍攝這部古裝劇，他克服了常人難以想像的困難，不得不佩服他敬業和執著的精神。更重要的是他對這份事業的熱愛，他擁有好演員幾乎所有應具有的素質。在瞭解《國超足球俱樂部》的時候，偶然發現任嘉倫的原名叫任國超，還順便閱讀了《國超文集》，除了演戲，他在運動和歌舞方面也極具天賦，技多不壓身，這是他散發無限魅力的地方。第一課錄製的台前幕後，他謙遜有禮力求完美，期待他未來更多的好作品的同時，更期待與他再次的合作。[59]」（中國中央電視台編導鯤虹評）
- 「作為新一代的演員，任嘉倫並不浮躁，而是很願意沉澱打磨自己，用實力為國產劇輸入了高品質的年輕力量。[60]」（人民網評）
- 「任嘉倫是我特別看好的，也特別喜歡的演員，他本人很有教養，而且對表演的要求非常高。這也是我特別欣賞的，我覺得他肯定是未來的影帝。[61]」（苗圃評）

## 個人生活

### 本名軼事
任嘉倫本名任國超，因為太接地氣的名字，曾因「改名失敗」成為第一個登上微博熱搜第一的藝人，其改名失敗的程度，就連到西藏旅遊都會有人大喊本名，被網友稱為最失敗案例，他也自嘲「改名改了個寂寞，熱度都被國超分走了」。

### 情感婚姻
2017年3月7日，在微博曬出與女友的照片，公開戀情。2018年2月2日，微博發表孩子出生的小手照片，宣佈正式成為父親。

### 國超文集
未成名前，任嘉倫於博客上隨筆記錄對生活的感悟與憧憬，有帶著滿腔熱血的追夢心路歷程，還有許多勵志金句，在逐漸成名後粉絲整理為《國超文集》。

## 大型晚會 / 文藝演出
| 年份     | 演出日期 | 活動名稱                                        | 備註                                          |          |
| 選秀時期 | 選秀時期 | 選秀時期                                        | 選秀時期                                      | 選秀時期 |
| -------- | -------- | ----------------------------------------------- | --------------------------------------------- | -------- |
| 2010年   | 2月13日  | 廣東電視珠江頻道《虎年群星耀珠江》春節聯歡晚會  |                                               |          |
| 2010年   | 8月1日   | 快樂男聲－全國豆秀high唱會                      |                                               |          |
| 2010年   | 11月1日  | 山東電視綜藝頻道《綜藝滿天星》                  | 參加《歌舞青春》活動                          |          |
| 2011年   | 1月31日  | 山東衛視全球華人網路春晚                        | 合唱《This is Love》                          |          |
| 演員時期 |          |                                                 |                                               |          |
| 2017年   | 9月1日   | 中宣部、教育部、央視—電視專題節目《開學第一課》 | 演唱《中國話》                                |          |
| 2018年   | 2月8日   | 湖南衛視春節聯歡晚會                            | 演唱《Who let the dogs out》《新年歌》        |          |
| 2018年   | 2月16日  | 北京衛視春節聯歡晚會                            | 合唱《與新時代團圓》                          |          |
| 2018年   | 3月2日   | 北京衛視元宵晚會                                | 合唱《讓快樂多些色彩》                        |          |
| 2018年   | 3月2日   | 湖南衛視元宵喜樂會                              | 合唱《2018 情歌王》                           |          |
| 2018年   | 3月2日   | 湖南衛視元宵喜樂會                              | 演唱《二人轉》                                |          |
| 2018年   | 3月31日  | 央視文化音樂節目《經典詠流傳》                  | 演唱《琵琶行》                                |          |
| 2018年   | 10月1日  | “中國夢·祖國頌”－2018 央視國慶特別節目          | 合唱《贊贊新時代》                            |          |
| 2019年   | 1月1日   | 央視《記住鄉愁》第五季開播晚會                  | 合唱《精忠報國》                              |          |
| 2019年   | 2月19日  | 北京衛視元宵晚會                                | 演唱《花好月圓夜》                            |          |
| 2019年   | 5月1日   | “中國夢·勞動美”－央視五一《心連心》特別節目     | 演唱《青春躍起來》                            |          |
| 2019年   | 8月3日   | 火線盛典暨 Fire Camp 火線營                     | 演唱《Dreamers Never Sleep》                  |          |
| 2020年   | 5月5日   | 江蘇衛視55盛典－青春選擇之夜                    | 演唱《琵琶行》                                |          |
| 2020年   | 6月16日  | 天貓618超級晚                                   | 合唱《開門見山》《喜歡你》                    |          |
| 2020年   | 6月17日  | 東方衛視蘇寧易購618超級秀                       | 演唱《Dreamers never sleep》                  |          |
| 2020年   | 8月17日  | 東方衛視蘇寧30週年818超級秀                     | 演唱《浮雲》《心墻》                          |          |
| 2020年   | 9月30日  | “中國夢·祖國頌”－2020 央視國慶特別節目          | 歌舞《好兒好女好家園》                        |          |
| 2020年   | 10月30日 | 江蘇衛視 X 快手「一千零一夜」台網跨界聯動盛宴   | 演唱《謫仙》《滄海一聲笑》                    |          |
| 2020年   | 12月31日 | 夢圓東方·2021 東方衛視跨年盛典                  | 演唱《獨一無二》《See Ya》                    |          |
| 2021年   | 1月15日  | 愛奇藝為愛尖叫晚會                              | 演唱《心墻》、參與限定男團舞蹈表演《YES！OK》 |          |
| 2021年   | 2月11日  | 央視新聞除夕特別節目－《一年又一年》            |                                               |          |
| 2021年   | 2月11日  | 央視春晚創新性預熱節目－《春晚Go青春》          |                                               |          |
| 2021年   | 2月11日  | 央視春晚倒計時特別節目－《喜到福到好運到》      | 演唱《See Ya》                                |          |
| 2021年   | 2月11日  | 央視春節聯歡晚會                                | 表演小品《每逢佳節被催婚》                    |          |
| 2021年   | 6月15日  | 快手616真心夜                                   | 演唱《立》《華夏》                            |          |
| 2021年   | 6月15日  | 快手616真心夜                                   | 表演《信任小劇場》魔術秀                      |          |
| 2021年   | 10月1日  | “中國夢·祖國頌”－2021 央視國慶特別節目          | 作為青年演員代表獻唱《少年》                  |          |
| 2022年   | 1月29日  | 央視春晚衍生新媒體綜藝節目—《2022春晚進行時》   |                                               |          |
| 2022年   | 1月31日  | 央視春晚倒計時特別節目－《龍騰虎躍好運到》      | 演唱《夕陽》、合唱《瀏陽河 2021》             |          |
| 2022年   | 1月31日  | 央視春節聯歡晚會                                | 演唱《真愛起舞》                              |          |
| 2022年   | 2月2日   | 「中國夢·我的夢」—2022 中國網絡視聽年度盛典     | 演唱《如一》、合唱《中國夢我的夢》            |          |
| 2022年   | 3月3日   | ETRO NGIHT 派對現場                             | 唱跳《See Ya》                                |          |
| 2022年   | 12月31日 | 夢圓東方·2023 東方衛視跨年盛典                  | 演唱《如一》、《夕陽》                        |          |
| 2023年   | 11月8日  | Roger Vivier 璀璨之夜                           | 演唱《樂光》                                  |          |
| 2024年   | 7月18日  | TASAKI 塔思琦 70 周年《浮游夢澤》特別主題展     | 演唱《立》                                    |          |
| 2024年   | 12月31日 | 2024—2025 浙江衛視跨年晚會                      | 演唱《樂光》、《無界》                        |          |
| 2025年   | 1月22日  | 央視網路春節聯歡晚會                            | 與希林娜依·高演唱歌曲《光合生長》             |          |
| 2025年   | 5月3日   | 2025 上海國際音樂嘉年華〡超級芒果音樂節         |                                               |          |
| 2025年   | 6月1日   | 千帆音樂季〡北京奇遇海音樂節                    |                                               |          |

## 音乐作品

### 個人專輯
| 專輯序 | 專輯名稱      | 專輯資料 | 曲目          | MV               | 備註                |
| ------ | ------------- | --- | ------------- | ---------------- | ------------------- |
| 1st    | 《三十二·立》 | 首張個人音樂專輯 - 發行日期：2021年4月11日 - 發行公司：種子音樂 - 發行方式：數字 & 實體專輯 - 收錄歌曲：10首 - 主打歌：《立》                       | Intro         |                  |                     |
| 1st    | 《三十二·立》 | 首張個人音樂專輯 - 發行日期：2021年4月11日 - 發行公司：種子音樂 - 發行方式：數字 & 實體專輯 - 收錄歌曲：10首 - 主打歌：《立》                       | 立            | ✔                | MV 导演：邝盛       |
| 1st    | 《三十二·立》 | 首張個人音樂專輯 - 發行日期：2021年4月11日 - 發行公司：種子音樂 - 發行方式：數字 & 實體專輯 - 收錄歌曲：10首 - 主打歌：《立》                       | Drown in love |                  |                     |
| 1st    | 《三十二·立》 | 首張個人音樂專輯 - 發行日期：2021年4月11日 - 發行公司：種子音樂 - 發行方式：數字 & 實體專輯 - 收錄歌曲：10首 - 主打歌：《立》                       | Who           |                  |                     |
| 1st    | 《三十二·立》 | 首張個人音樂專輯 - 發行日期：2021年4月11日 - 發行公司：種子音樂 - 發行方式：數字 & 實體專輯 - 收錄歌曲：10首 - 主打歌：《立》                       | 鑽石          |                  |                     |
| 1st    | 《三十二·立》 | 首張個人音樂專輯 - 發行日期：2021年4月11日 - 發行公司：種子音樂 - 發行方式：數字 & 實體專輯 - 收錄歌曲：10首 - 主打歌：《立》                       | 專屬契約      |                  | 作詞：唐恬          |
| 1st    | 《三十二·立》 | 首張個人音樂專輯 - 發行日期：2021年4月11日 - 發行公司：種子音樂 - 發行方式：數字 & 實體專輯 - 收錄歌曲：10首 - 主打歌：《立》                       | 我是你的歌手  |                  |                     |
| 1st    | 《三十二·立》 | 首張個人音樂專輯 - 發行日期：2021年4月11日 - 發行公司：種子音樂 - 發行方式：數字 & 實體專輯 - 收錄歌曲：10首 - 主打歌：《立》                       | 夕陽          |                  |                     |
| 1st    | 《三十二·立》 | 首張個人音樂專輯 - 發行日期：2021年4月11日 - 發行公司：種子音樂 - 發行方式：數字 & 實體專輯 - 收錄歌曲：10首 - 主打歌：《立》                       | 他            |                  | 作詞：任嘉倫        |
| 1st    | 《三十二·立》 | 首張個人音樂專輯 - 發行日期：2021年4月11日 - 發行公司：種子音樂 - 發行方式：數字 & 實體專輯 - 收錄歌曲：10首 - 主打歌：《立》                       | 少年如你      | ✔ (手绘版漫画)   |                     |
| 2nd    | 《33》        | 第二張個人音樂專輯 - 發行日期：2022年12月17日 - 發行公司：種子音樂 - 發行方式：數字 & 實體專輯 - 收錄歌曲：7首 - 主打歌：《無愧》                   | 無愧          | ✔ (舞蹈练习室版) |                     |
| 2nd    | 《33》        | 第二張個人音樂專輯 - 發行日期：2022年12月17日 - 發行公司：種子音樂 - 發行方式：數字 & 實體專輯 - 收錄歌曲：7首 - 主打歌：《無愧》                   | 無界          | ✔ (舞蹈练习室版) |                     |
| 2nd    | 《33》        | 第二張個人音樂專輯 - 發行日期：2022年12月17日 - 發行公司：種子音樂 - 發行方式：數字 & 實體專輯 - 收錄歌曲：7首 - 主打歌：《無愧》                   | Fresh Boy     | ✔ (舞蹈练习室版) | 和聲：任嘉倫        |
| 2nd    | 《33》        | 第二張個人音樂專輯 - 發行日期：2022年12月17日 - 發行公司：種子音樂 - 發行方式：數字 & 實體專輯 - 收錄歌曲：7首 - 主打歌：《無愧》                   | 樂光          |                  |                     |
| 2nd    | 《33》        | 第二張個人音樂專輯 - 發行日期：2022年12月17日 - 發行公司：種子音樂 - 發行方式：數字 & 實體專輯 - 收錄歌曲：7首 - 主打歌：《無愧》                   | 未公開備忘錄  |                  | 作詞：任嘉倫        |
| 2nd    | 《33》        | 第二張個人音樂專輯 - 發行日期：2022年12月17日 - 發行公司：種子音樂 - 發行方式：數字 & 實體專輯 - 收錄歌曲：7首 - 主打歌：《無愧》                   | 一鏡到底      |                  | 作詞：方文山        |
| 2nd    | 《33》        | 第二張個人音樂專輯 - 發行日期：2022年12月17日 - 發行公司：種子音樂 - 發行方式：數字 & 實體專輯 - 收錄歌曲：7首 - 主打歌：《無愧》                   | 忘記冒險      |                  | 作曲/製作人：張藝興 |
| 3rd    | 《36・啟》    | 第三張個人音樂專輯 - 發行日期：2025年04月11日 - 發行公司：種子音樂 - 發行方式：數字 & 實體專輯 - 收錄歌曲：7首 - 主打歌：《月球俱乐部》《爭分奪秒》 | Intro         |                  |                     |
| 3rd    | 《36・啟》    | 第三張個人音樂專輯 - 發行日期：2025年04月11日 - 發行公司：種子音樂 - 發行方式：數字 & 實體專輯 - 收錄歌曲：7首 - 主打歌：《月球俱乐部》《爭分奪秒》 | 月球俱樂部    | ✔                | 出品人：任嘉倫      |
| 3rd    | 《36・啟》    | 第三張個人音樂專輯 - 發行日期：2025年04月11日 - 發行公司：種子音樂 - 發行方式：數字 & 實體專輯 - 收錄歌曲：7首 - 主打歌：《月球俱乐部》《爭分奪秒》 | 爭分奪秒      | ✔                | 出品人：任嘉倫      |
| 3rd    | 《36・啟》    | 第三張個人音樂專輯 - 發行日期：2025年04月11日 - 發行公司：種子音樂 - 發行方式：數字 & 實體專輯 - 收錄歌曲：7首 - 主打歌：《月球俱乐部》《爭分奪秒》 | 銀河狂歡      |                  | 和聲 : 任嘉倫       |
| 3rd    | 《36・啟》    | 第三張個人音樂專輯 - 發行日期：2025年04月11日 - 發行公司：種子音樂 - 發行方式：數字 & 實體專輯 - 收錄歌曲：7首 - 主打歌：《月球俱乐部》《爭分奪秒》 | 淪陷          |                  |                     |
| 3rd    | 《36・啟》    | 第三張個人音樂專輯 - 發行日期：2025年04月11日 - 發行公司：種子音樂 - 發行方式：數字 & 實體專輯 - 收錄歌曲：7首 - 主打歌：《月球俱乐部》《爭分奪秒》 | 第五維度      |                  | 和聲 : 任嘉倫       |
| 3rd    | 《36・啟》    | 第三張個人音樂專輯 - 發行日期：2025年04月11日 - 發行公司：種子音樂 - 發行方式：數字 & 實體專輯 - 收錄歌曲：7首 - 主打歌：《月球俱乐部》《爭分奪秒》 | Y.a.Y         |                  |                     |

### 個人單曲
| 年份   | 發行時間 | 歌曲名稱             | 備註                    |
| ------ | -------- | -------------------- | ----------------------- |
| 2018年 | 12月17日 | Dreamers Never Sleep | 首支個人單曲            |
| 2019年 | 11月19日 | 浮雲                 |                         |
| 2020年 | 12月30日 | See Ya               | 《三十二·立》專輯先行曲 |

### 電視原聲帶（OST）
| 年份   | 發行時間 | 歌曲名稱     | 收錄劇集     | 備註                   |
| ------ | -------- | ------------ | ------------ | ---------------------- |
| 2017年 | 1月20日  | 榮耀         | 《大唐榮耀》 | 第1季插曲、第2季片頭曲 |
| 2019年 | 12月27日 | 心墻         | 《錦衣之下》 | 片尾曲                 |
| 2020年 | 5月3日   | 分身         | 《秋蟬》     | 片尾曲                 |
| 2020年 | 6月18日  | 逝言         | 《暮白首》   | 插曲                   |
| 2021年 | 6月22日  | 不說再見     | 《不說再見》 | 主題曲                 |
| 2021年 | 8月23日  | 如一         | 《周生如故》 | 周生辰人物主題曲       |
| 2022年 | 4月15日  | 在陽光下等你 | 《藍焰突擊》 | 片尾曲                 |
| 2022年 | 9月8日   | 吾           | 《請君》     | 片頭曲                 |
| 2024年 | 3月11日  | 不問故       | 《烈焰》     | 主題曲                 |

### 綜藝推廣曲
| 年份   | 發行時間 | 歌曲名稱     | 收錄綜藝               | 備註                 |
| ------ | -------- | ------------ | ---------------------- | -------------------- |
| 2018年 | 8月2日   | 我只是個孩子 | 《超能幼稚園》         | 主題曲               |
| 2018年 | 8月6日   | 童話夢想家   | 《超能幼稚園》         | 片尾曲               |
| 2024年 | 8月23日  | 島           | 《嗨放派3·生存實驗季》 | 嗨放 boys 限定主題曲 |

### 公益歌曲
| 年份   | 發行時間 | 歌曲名稱   | 備註                                 |
| ------ | -------- | ---------- | ------------------------------------ |
| 2019年 | 12月20日 | 莲成一家   | 澳門回歸祖國20週年主題曲             |
| 2020年 | 1月10日  | 再一次出发 | “我和我的祖國－音為有你”主題音樂活動 |

## 副業
2024年11月22日，任嘉倫創立的新晉時尚品牌「GCJL REN」正式发布。品牌名稱是由其本名「國超」和藝名「嘉倫」的羅馬拼音縮寫，結合姓氏「任」組合而成。
目前品牌主要販售新中式國潮單品，旗下設有「GC」與「JL」兩條支線。其中，「GC」線崇尚輕鬆自由，講求舒適隨性；「JL」線則融入任嘉倫所鍾愛的國風元素。

## 獎項與榮譽

### 大型頒獎典禮獎項
| 年份   | 頒獎典禮                                     | 獲獎                         | 作品               | 結果 | 來源            |
| ------ | -------------------------------------------- | ---------------------------- | ------------------ | ---- | --------------- |
| 2017年 | 第4屆横店影视文榮獎                          | 最佳男主角                   | 電視劇《大唐榮耀》 | 獲獎 | [ 94 ]          |
| 2020年 | 第30屆中國電視金鷹獎                         | 觀眾最喜愛的電視劇男演員     | 電視劇《錦衣之下》 | 提名 | [ 95 ]          |
| 2020年 | 第29屆華鼎獎                                 | 中國古裝題材電視劇最佳男演員 | 電視劇《錦衣之下》 | 提名 | [ 96 ]          |
| 2021年 | 第32屆華鼎獎                                 | 全國觀眾最喜愛十佳演員       | 電視劇《周生如故》 | 獲獎 | [ 97 ]          |
| 2021年 | 第32屆華鼎獎                                 | 中國古裝題材電視劇最佳男演員 | 電視劇《周生如故》 | 提名 | [ 98 ]          |
| 2022年 | 第18屆中美電視節—金天使獎                    | 年度優秀青年演員             | 電視劇《一生一世》 | 獲獎 | [ 99 ]          |
| 2023年 | 2023 亞洲影藝創意大獎 (又名：亞洲學院創意獎) | 最佳男主角 (中國大陸地區)    | 電視劇《請君》     | 獲獎 | [ 100 ] [ 101 ] |

### 榮譽
| 年份     | 頒獎單位                                  | 獲項                       | 作品                             | 結果                                 | 來源            |
| 選秀時期 | 選秀時期                                  | 選秀時期                   | 選秀時期                         | 選秀時期                             | 選秀時期        |
| -------- | ----------------------------------------- | -------------------------- | -------------------------------- | ------------------------------------ | --------------- |
| 2010年   | 《先聲奪金》王老吉唱響亞運歌手挑戰賽      | 優秀亞運歌手               |                                  | 獲獎                                 |                 |
| 2010年   | 山東電視綜藝頻道《綜藝滿天星》            | 《歌舞青春》最具偶像明星獎 |                                  | 獲獎                                 |                 |
| 2010年   | 山東電視綜藝頻道《綜藝滿天星》            | 《歌舞青春》團體比賽冠軍   |                                  | 獲獎                                 |                 |
| 演員時期 |                                           |                            |                                  |                                      |                 |
| 2018年   | 2017-2018「金數據」中國文娛大數據發布盛典 | 最具商業價值潛力男藝人     |                                  | bgcolor=#FFE4E1 align="center"\|獲獎 | [ 102 ]         |
| 2018年   | 第5屆中國電視好演員獎                     | 優秀演員 (綠組男演員)      |                                  | 提名                                 |                 |
| 2018年   | 東方衛視《新舞林大會》                    | 季軍—最燃組合獎            |                                  | 獲獎                                 |                 |
| 2018年   | 中國文娛創新峰會—藝恩中國文娛指數盛典     | 年度新锐艺人热力榜         |                                  | 獲獎                                 | [ 103 ]         |
| 2018年   | 第十屆 BAZAAR Jewelry 極品珠寶夜宴        | 最具人氣珠寶明星           |                                  | 獲獎                                 | [ 104 ]         |
| 2019年   | 2019 亞洲新歌榜年度盛典                   | 年度最熱 MV                | 個人單曲《Dreamers Never Sleep》 | 提名                                 |                 |
| 2019年   | 2019 亞洲新歌榜年度盛典                   | 年榜金曲 (內地)            | 個人單曲《Dreamers Never Sleep》 | 獲獎                                 | [ 105 ]         |
| 2019年   | 2019 新浪時尚風格大賞                     | 年度活力藝人               |                                  | 獲獎                                 | [ 106 ]         |
| 2020年   | 2020 上半年新浪文娛風雲盛典               | 最受歡迎影視演員           | 電視劇《錦衣之下》               | 獲獎                                 | [ 107 ]         |
| 2020年   | 2020 上半年新浪文娛風雲盛典               | 十大人氣音樂作品           | 個人單曲《浮雲》                 | 獲獎                                 | [ 108 ]         |
| 2020年   | 第7屆中國電視好演員獎                     | 優秀演員 (綠組男演員)      |                                  | 獲獎                                 | [ 109 ]         |
| 2020年   | TC Candler Asia 2020                      | 亞太區最帥100張面孔第62位  |                                  | 獲獎                                 | [ 110 ]         |
| 2020年   | 2021 愛奇藝尖叫之夜榮譽盛典               | 年度魅力演員               | 電視劇《錦衣之下》               | 獲獎                                 |                 |
| 2021年   | 2020 微博之夜                             | 微博 KING                  |                                  | 提名                                 |                 |
| 2021年   | 2021 愛奇藝國際站 Q Awards 年度娛樂盛典   | 年度影響力男演員           | 電視劇《周生如故》、《一生一世》 | 獲獎                                 | [ 111 ]         |
| 2022年   | 2022 微博視界大會                         | 微光榮耀影視人物           | 電視劇《周生如故》               | 提名                                 | [ 112 ]         |
| 2023年   | 2023 愛奇藝尖叫之夜                       | 亞太年度優秀演員           |                                  | 獲獎                                 |                 |
| 2024年   | 2024 微博視界大會                         | 年度優秀演員               | 電視劇《烈焰》、《流水迢迢》     | 獲獎                                 | [ 113 ] [ 114 ] |
| 2024年   | 2024 搜狐時尚盛典                         | 年度時尚影響力藝人         |                                  | 獲獎                                 | [ 115 ]         |
| 2024年   | 2024 搜狐時尚盛典                         | 年度實力人物               |                                  | 獲獎                                 | [ 116 ]         |
| 2025年   | 2024 騰訊視頻星光大賞                     | 年度品質藝人               |                                  | 獲獎                                 |                 |
| 2025年   | 2024 騰訊視頻星光大賞                     | 騰訊視頻 VIP 之星          |                                  | 獲獎                                 |                 |
| 2025年   | 2024微博之夜                              | 年度優秀演員               |                                  | 獲獎                                 |                 |